# Атентат на Зорана Ђинђића
Атентат на Зорана Ђинђића, петог председника Владе Републике Србије, извршен је 12. марта 2003. године у 12.25 часова, у дворишту зграде Владе Републике Србије у Београду. Овај атентат је довео до ванредног стања у Србији и полицијске акције „Сабља” током које је ухапшено 11.665 особа повезаних са организованим криминалом.

## Позадина
Нове демократске снаге које су преузеле власт на таласу народног незадовољства које је срушило Милошевића 5. октобра 2000. године, нису биле у могућности да чврсто држе власт као, некада, аутократа Милошевић. Нови владајући кругови су били слаби и нестабилни од самог почетка. Председнички избори који су одржани претходне године, на којима ни један кандидат није добио довољно гласова да би био изабран, били су показатељ неслоге у владајућим структурама.
Завереници су атентат припремали, такорећи, од дана када је Зоран Ђинђић постао премијер. Дугогодишње дисквалификације о Ђинђићу као „страном плаћенику и издајнику” преко ноћи су замењене новом, о Ђинђићу као мафијашком сараднику, „шефу криминалних породица”, „шверцеру цигарета” и сл. Циљ ове политичко-медијске кампање био је дискредитација Ђинђића у јавности до те мере да би његово физичко уклањање заправо било пожељно „у корист Србије“. „Дуванска афера“, „Хапшење и изручење Слободана Милошевића“, „Покушај провале у Владин Биро за везе“, „Убиство Гавриловића“, „Побуна Црвених беретки“, само су неки од најзначајнијих афера које су завереници креирали са циљем да дискредитују и криминализују Зорана Ђинђића. Како покушај његовог политичког смењивања није донео очекиване резултате, али је Ђинђић политички постајао све моћнији, непосредно пред преузимање Војске СЦГ – у редовима завереника донета је одлука да га физички уклоне.

### Закон о борби против организованог криминала
Имам доказе да су Душан Спасојевић, Легија и Слободан Пажин киднаповали Мирослава Мишковића и још пет-шест људи и учинили око 30 убистава. За све то сам спреман да сведочим. Одговорни су и за атентат у Будви(...) У атентату на Ибарској магистрали учествовали су Легија и Брацановић. (...)

Љубиша Буха, Б92, 24. јануар 2003.

Ствари су се после изјаве Љубише Бухе драстично промениле и цело одељење за сузбијање организованог криминала ради интензивно на томе. Ствар има апсолутни приоритет и брзо ћемо саопштити јавности шта се догађа. Појављују се већ неки обриси разрешења и то је огромна шанса да се коначно и последње тврдо језгро криминала разбије.

премијер Зоран Ђинђић, „Франкфуртер алгемајне цајтунг“, 26. фебруар 2003.
Крајем 2001. године, премијер Ђинђић је најавио да ће 2002. година бити година борбе против организованог криминала. Децембра 2002, пет месеци раније донети републички Закон о борби против организованог криминала, усвојен је и у Савезној скупштини СРЈ, чиме је ступио на снагу. Тим законом, у правосуђе су уведени Специјално тужилаштво за организовани криминал и Посебно одељење Окружног суда у Београду за организовани криминал (тзв. Специјални суд), који су основани месец дана касније. Такође, тим законом је уведена и институција сведока-сарадника.
Први сведок-сарадник Специјалног тужилаштва требало је да буде Љубиша Буха звани Чуме. На њега је 3. августа 2002. извршен неуспели атентат, након чега он у тајности одлази у Грчку. Децембра исте године минирано је постројење његовог предузећа „Дифенс роуд“, у чему су заједно учествовали припадници Јединице за специјалне операције и Земунског клана. Крајем следећег месеца, Буха је вође ЈСО и Земунског клана јавно оптужио да су криви за 30 убистава, отмицу Ивана Стамболића, атентате на Вука Драшковића у Будви и на Ибарској магистрали и бројне друге злочине, те изјавио да за то има доказе и да би о томе сведочио у евентуалном судском поступку. Недуго потом, он одлази у Словачку.

## Неуспели атентати
Убиству премијера претходила су најмање три неуспела атентата:

### Атентат код Бубањ потока
Средином фебруара 2003, група атентатора у којој су били Звездан Јовановић, Жељко Тојага звани Жмиги, Миле Луковић звани Кум и још једна особа планирала је да убије Ђинђића на ауто-путу, са узвишења у близини наплатне рампе Бубањ поток, приликом Ђинђићевог повратка с Копаоника. Одустали су од тога због наводног страха од превеликог броја жртава, а присутни у близини били су и Душан Спасојевић звани Дућа и још неколико особа у најмање три аутомобила и два камиона.

### Атентат код Београдске арене
Дана 21. фебруара 2003, Ђинђић је требало да отпутује у званичну посету у Бању Луку. Колону возила која су се кретала ауто-путем Београд – Загреб ка аеродрому чинила су три аутомобила обележена ротационим светлима и сиреном, а Ђинђић је био у предњем возилу. Кретали су се брзином од око 130 km/h када је, око 9:15, код Београдске арене, један камион из зауставне траке нагло скренуо у леву, претицајну траку у којој се колона кретала. Возач Ђинђићевог аутомобила је, неколико стотина метара раније, најпре смањио брзину на око 100 km/h, а затим и нагло закочио и обишао камион с десне стране, те наставио према аеродрому.
Возач камиона „мерцедес“ који није био регистрован био је Дејан Миленковић Багзи, припадник Земунског клана чија је намера била да уз други камион заустави колону, док су се у близини налазили завереници с намером да  „зољом“ убију премијера. Међутим, пошто је други камион каснио, Миленковић се камионом покушао закуцати у премијерово возило. Миленковић је тада приведен само због фалсификовања исправа, и одређен му је осмодневни притвор, али је пуштен након само четири дана, уз образложење да је он трговачки путник и да мора да издржава породицу.

### Атентат код Савезне скупштине
Неколико дана касније, 7. марта, група у којој је поново био Звездан Јовановић, планирала је да снајпером убије Ђинђића испред зграде Савезне скупштине са горњег нивоа гараже „Три листа дувана“, на углу Улице кнеза Милоша и Булевара краља Александра, али је од тога одустала поново се, наводно, плашећи случајних жртава, конкретно – новинара који су се налазили испред зграде Скупштине. Међутим, Зоран Вукојевић који је тада био у аутомобилу „Фолксваген пасат“ са Александром Симовићем и Јовановићем, изјавио је пред судом да се том приликом одустало од пуцања јер су се завереници плашили да их не сниме сигурносне камере са зграде Поште у Таковској улици, као и зато што не би успели брзо да побегну јер су били паркирани на горњем спрату гараже.

## Узимање исказа од сведока-сарадника
Дана 5. марта 2003, на место специјалног тужиоца за организовани криминал постављен је Јован Пријић и он је, пар дана касније, отишао у Републику Словачку како би узео исказ од Љубише Бухе. Давање исказа је завршено 11. марта касно увече, када га је Буха потписао и тако учинио валидним за суд. Пријић се потом вратио у Београд 12. марта у 2 часа ујутру, а у 8 часова поднео је оставку због ранијих бројних, нетачних, медијских написа да је он био члан Југословенске левице.

## Атентат

### Припреме
Након три безуспешна покушаја, завереници су тражили ново место са којег би било погодно пуцати на премијера. Неколико пута су одлазили у стамбену зграду у Бирчаниновој улици, на супротној страни у односу на место са којег је Ђинђић касније убијен. Нинослав Константиновић, Душан Крсмановић и Звездан Јовановић су се представљали као радници који треба да уведу кабловску телевизију у зграду, док би Јовановић заправо, ласерским даљиномером „бушнел 1000“, мерио удаљеност од те зграде до дворишта зграде Владе и установио да је она око 230 m. Међутим, завереници су одустали од пуцања из те зграде сазнавши да се станари учестало распитују око увођења кабловске телевизије.
У међувремену је Јовановић, од Милорада Улемека, добио пушку којом је требало да изврши атентат, као и још два паковања муниције. Ту пушку је Јовановић испробао на Иришком венцу на Фрушкој гори и оценио да је она одлична.
Константиновић „и још неко” су, потом, сазнали да се у зграду у Улици адмирала Гепрата, из које се такође види двориште зграде Владе, може ући без потешкоћа. Десетог марта, око 10 часова, Константиновић, Александар Симовић и Јовановић су ушли у ту зграду прерушени у молере и прошли поред портира без проблема. Потом су се попели на други спрат и ушли у једну празну канцеларију у којој су остали до 14 или 15 часова. Међутим, Ђинђић није долазио у зграду Владе ни тог дана, а ни сутрадан, када су га завереници поново чекали у истој канцеларији.

### 12. март
Председник Владе Републике Србије и лидер Демократске странке Зоран Ђинђић погођен је снајперским хицем 12. марта 2003. године у 12.25 ч, испред улаза број 5 зграде Владе Србије.
Атентат је извршио Звездан Јовановић, припадник Јединице за специјалне операције, са прозора канцеларије 55 на другом спрату зграде Завода за фотограметрију у Улици адмирала Гепрата 14.

У згради Завода, у тренутку убиства, налазили су се и Александар Симовић и Нинослав Константиновић, док су се испред зграде, у аутомобилу, налазили Сретко Калинић и Миле Луковић. Возач атентатора био је Владимир Милисављевић звани Будала који их је чекао испред зграде у „фолксваген пасату“, док је Милан Јуришић звани Јуре чувао паркинг испред зграде. Истовремено, Милош Симовић је преносио информације о кретању премијера које му је достављао Бранислав Безаревић, припадник Безбедносно-информативне агенције, а Душан Крсмановић је био паркиран у близу раскрснице Немањине улице и Улице кнеза Милоша, одакле је извештавао о доласку колоне аутомобила у којој је био премијер Ђинђић. Поред тога, у засебном возилу су, око кварта у којем је зграда Владе, кружили Саша Пејаковић и Душан Спасојевић звани Шиптар.
У среду, 12. марта, премијер Ђинђић је требало да се дође на састанак Савета за борбу против корупције у 13 часова и да се састане са министарком спољних послова Шведске, Аном Линд, у 15:30. Требало је да се претходно састане и са Синишом Николићем, бившим шефом свог кабинета, па је одлучио да у зграду Владе Србије дође нешто пре 13 часова.
Ђинђић је првобитно био намеравао да дан проведе код куће, због болова у нози коју је повредио месец дана раније, али је на крају одлучио да оде до зграде Владе. Уобичајена колона од три возила дошла је по премијера, до његове резиденције у Ужичкој улици број 40 и, после неуобичајено дугог, вишеминутног чекања, Ђинђић је ушао у средњи аутомобил, након чега је колона кренула ка Влади. Након проласка кроз Ужичку улицу и Топчидерску звезду, колона се кретала Булеваром војводе Путника до Мостарске петље где су, закључивши да је саобраћај прегуст, возачи одлучили да скрену према Савској и, даље, према Сарајевској улици. Док су били у тој улици, шеф премијеровог обезбеђења, Милан Веруовић, два пута је безуспешно покушао је да контактира особу задужену да дочека премијера испред улаза у зграду Владе. На његов трећи позив одазвао се радник обезбеђења којем је радно место било испред врата премијеровог кабинета.
У тренутку уласка колоне на паркинг зграде Владе, на њему се налазило само једно возило, паркирано испред једног од улаза у зграду. Колона се зауставила тако да је средњи аутомобил, у којем се налазио Ђинђић, био постављен тачно испред улаза број 5, на два-три корака од врата. Вожња од премијерове резиденције до зграде Владе трајала је око пет минута, а за то време, Ђинђић је читао новине, не проговоривши ни реч.
Након овога, телохранитељи су помогли Ђинђићу, који се тада кретао помоћу штака, да изађе из аутомобила.
Премијерово обезбеђење, распоређено у три аутомобила, чинила су осморица:
- Срђан Бабић, заменик шефа обезбеђења премијера
- Александар Бјелић, возач средњег возила, у којем је био Ђинђић
- Милан Веруовић, шеф обезбеђења премијера
- Слађан Дробњак
- Јован Ђурић
- Дражен Настић
- Бобан Пурић
- Зоран Трајковић

Када је премијер изашао из возила, Веруовић му је додао штаке, кренуо са њим до улаза у зграду и вратио се да затвори врата аутомобила. Док је премијер отварао врата зграде, Јовановић је испалио два метка „308 Винчестер” из пушке „Хеклер & Кох Г3”, са удаљености од око 130 m и релативне висине од око 16 m. Први метак погодио је Ђинђића у груди, док је други погодио Милана Веруовића у трбух и затим, распрснувши се о зграду, Ђинђићу нанео рану на десној бутини.
Веруовић је одмах потом допузао у један од аутомобила колоне, након чега га је један од телохранитеља одмах одвезао у Ургентни центар. Ђинђића, који је лежао на леђима, телом унутар зграде, а ногама ван ње, Александар Бјелић и још један припадник обезбеђења зграде су однели до степенишног одморишта и покушавали да га оживе. Након неколико минута, не дочекавши возило Хитне помоћи, телохранитељи су сместили Ђинђића у аутомобил и одвезли га у Ургентни центар. Ђинђић је био положен на задње седиште, а у аутомобилу су били још и његови саветници — Зоран Јањушевић и Тодор Димитријевић, као и радници обезбеђења зграде Владе – Драган Лалић и Љубиша Јаношевић.
Паркиран у близини Завода за фотограметрију био је Кујо Кријешторац, власник оближње пекаре. Он је посведочио да је видео Милисављевића у „пасату“. Кријешторац је, под неразјашњеним околностима, убијен 1. марта 2004, неколико дана након што је дао исказ полицији. Кријешторац је вероватно убијен управо због давања исказа, а убиство је, по речима Сретка Калинића, организовао Лука Бојовић, близак сарадник Милорада Улемека.
Након убиства, атентатори су отишли у унапред унајмљене станове, док су пушку из које је извршен атентат сутрадан сакрили на градилишту у блоку 26, а „фолксваген пасат“ спалили у Улици Зарије Вујошевића на Новом Београду.
Ђинђић је, упркос хируршкој интервенцији у Ургентном центру, проглашен мртвим у 13:30 часова. Полиција је убрзо активирала акцију „Вихор“ којом се блокира саобраћај на излазима из Београда. Осим тога, саобраћај у граду је био блокиран полицијским возилима и барикадама а хиљаде људи су се пешке враћали кућама са посла. Људи и аутомобили били су насумице заустављани и претресани.
Јован Пријић који је, у току преподнева, отишао кући у Зрењанин, истог дана вратио се у Београд, повукао своју оставку и преузео предмет убиства премијера.

## Покушај хируршке интервенције и обдукција
Зоран Ђинђић је проглашен мртвим у 13.30 ч, у Ургентном центру у Београду, у који је стигао без пулса, крвног притиска и свести. Ране на срцу су му претходно зашивене али због обилног крварења и разнете јетре операција није успела. Операцију је вршио доктор Миљко Ристић. Обдукцијом, урађеном исте вечери, утврђено је да је улазна рана на Ђинђићевом срцу била величине 33 милиметара пута 22 милиметра, а излазна — 37 милиметара пута 25 милиметра. Такође, метак је био потпуно разнео и његову јетру и слезину, па је закључено да реанимација није ни могла бити од помоћи.
Обдукцију су извршила тројица лекара Института за судску медицину Медицинског факултета у Београду: Савић, Александрић и Душан Дуњић. Она је урађена на захтев окружног истражног судије, Александра Чолића, а заведена је под бројем 210/2003 и садржи три поглавља на четири куцане стране.
Први закључак обдукције био је да је смрт наступила насилно, услед рана нанесених пројектилом испаљеним из ручног ватреног оружја који је проузроковао разорење срца, левог плућног крила, јетре, желуца и слезине. Потом, утврђено је да је пројектил ушао у грудни кош са десне стране, одозго, а да је изашао с леве, надоле и да се кретао од предње стране тела ка задњој. Констатована је и површинска рана на левој подлактици, узрокована истим метком, након његовог изласка из Ђинђићевог грудног коша.
У обдукционом налазу су, даље, наведене детаљније чињенице. Метак је ушао у тело Ђинђића шест центиметара удесно од средине грудног коша, у висини седмог ребра, на 132 cm од десне пете, а изашао је на левој бочној страни грудног коша, на 126 cm од леве пете.

## Пушка из које је убијен Зоран Ђинђић
Пушка којом је Ђинђић убијен је марке „Хеклер & Кох“, модел „Г3”, позната и као аутоматски снајпер, обрисаног фабричког броја. До атентата на премијера, она је припадала Јединици за специјалне операције (ЈСО) МУП-а Србије, дан након атентата закопана је на Новом Београду, а нађена је 25. марта 2003. године. Вештачењима је утврђено да су оба метка испаљена приликом атентата испаљена из ове пушке.
Модел пушке „Хеклер & Кох Г3“ има три изведбе са оптичким нишаном: „Г3СГ/1”, са аутоматским окидањем, али и могућношћу подешавања на полуаутоматско, затим полуаутоматска „МСГ 90” и високопрецизну „ПСГ-1”. Иако никада није званично прецизирано која је варијанта пушке којом је убијен премијер Ђинђић, претпоставља се да је то „Г3СГ/1“ која има шестоструко оптичко увећање нишана.
Ова пушка највероватније потиче из Либана, одакле је, након Либанског грађанског рата (1975—1990), године 1991. довезена бродом у Бар, заједно са још 30.000 тона разног наоружања. Пушке овог типа користиле су снаге Српске добровољачке гарде Жељка Ражнатовића Аркана, у околини Зворника, 1992. године. Како је дугогодишњи командант ЈСО – Милорад Улемек Легија, за време рата у Босни и Херцеговини, био блиски Ражнатовићев сарадник, вероватно су неке од тих пушака тада прешле у поседовање ЈСО.
Пушка „Хеклер & Кох Г3СГ/1” дугачка је 1.025 mm, тешка 5,54 kg и опремљена оптичким нишаном „Карл Цајс“ са максималним увећањем до шест пута. У њен оквир стаје 25 метака. Муниција за ову пушку је „НАТО 7,62x51mm”, али је могуће користити и веома сличне метке — „Винчестер .308”. Метак којим је убијен премијер Ђинђић био је „Винчестер .308” чија је укупна дужина 7,7 cm, маса — око 10 грама и брзина при изласку из цеви — око 800 m/s.

## Сахрана
Председник Владе Србије Зоран Ђинђић је сахрањен, уз највише државне почасти, 15. марта 2003, у Алеји заслужних грађана на београдском Новом гробљу. Опело је служено у Храму Светог Саве, а траса којом се погребна поворка кретала од Храма до Новог гробља била је засута цвећем. Поред чланова породице, функционера и чланова Демократске странке и највиших државних функционера, сахрани су присуствовали и многобројни страни званичници и представници дипломатског кора, политичких странака у Србији и Црној Гори, верских заједница, личности из културног и јавног живота, као и многобројни грађани. Према неким проценама, сахрани Зорана Ђинђића присуствовало је око 500.000 људи.

## Судски процес
Специјално тужилаштво за организовани криминал у Београду, оптужило је августа 2003. године 44 особе за разна кривична дела у вези са атентатом на Зорана Ђинђића. Као наредбодавац убиства, у оптужници је означен Милорад Улемек Легија, бивши командант ЈСО, а као извршилац Звездан Јовановић, бивши припадник ЈСО. Специјални суд у Београду, 23. маја 2007. након три и по године суђења, осудио је првостепеном пресудом дванаесторицу оптужених на укупно 378 година затвора. Милорад Улемек Легија (као наредбодавац) и Звездан Јовановић (као извршилац) осуђени су на максималне затворске казне од 40 година. Осим њих, за учешће у атентату осуђени су и Александар Симовић (35 година затвора), Жељко Тојага (30 година затвора), Душан Крсмановић (30 година затвора), Бранислав Безаревић (30 година затвора) и Саша Пејаковић (8 година затвора). Пресуда је у одсуству, зато што нису били доступни правди, изречена Нинославу Константиновићу (35 година затвора), Владимиру Милисављевићу (35 година затвора), Сретку Калинићу (35 година затвора), Милошу Симовићу (30 година затвора) и Милану Јуришићу Јурету (30 година затвора).
Другостепеном пресудом изреченом 2008. године потврђена је одлука у односу на Милорада Улемека Легију и Звездана Јовановића који су осуђени на максималну казну од 40 година затвора, као и за Александра Симовића, Нинослава Константиновића и Владимира Милисављевића који су осуђени на по 35 година затвора. На по пет година мање осуђени су Милош Симовић, Милан Јуришић Јуре и Бранислав Безаревић, док је Саша Пејаковић осуђен на осам година затвора. Сретку Калинићу казна је са 35 година смањена на 30 година, Жељку Тојаги са 30 на 15, а Душану Крсмановићу са 30 на 20 година затвора. Милораду Улемеку Легији и Звездану Јовановићу потврђена је у трећестепеном поступку пред Врховним судом Србије максимална казна од 40 година затвора због убиства премијера Зорана Ђинђића, а потврђене су казне и за остале оптужене у процесу. Тиме је пресуда Специјалног суда о изрицању казни за све оптужене постала правоснажна.

## Алтернативне теорије

### Трећи метак
Теорију да је било трећег метка заступају Ђинђићев телохранитељ Милан Веруовић, као и Александар Бијелић, Ђинђићев возач за време овог атентата. Веруовић је написао и књигу са тим насловом.